# Шина — королева джунглей
«Шина — королева джунглей» (другое название «Шина», англ. Sheena, англ. Sheena: Queen of the Jungle) — британско-американская приключенческая драма режиссёра Джона Гиллермина по сюжету Дэвида Ньюмана и Лесли Стивенса и комиксу «Шина — королева джунглей» С. М. Эйгера и Уилла Айснера. Премьера фильма состоялась 17 августа 1984 года.

## Сюжет
Шина была ребёнком семейной пары ученых, её родители искали новое лекарство на землях племени замбули, но трагически погибли во время обвала пещеры. Девочку взяла на воспитание местная шаманка, увидев в этом исполнение пророчества о том, что белая девочка станет спасителем их земли. Приемная мать обучает Шину таинством управления животными. Годы спустя в африканской стране через убийство монарха к власти приходит его коварный брат, желающий продать земли племени для разработки месторождений, но Шина вступает в жестокую схватку с агрессорами. И у неё находится помощник из внешнего мира, покорённый красотой королевы джунглей.

## В ролях
- Таня Робертс — Шина
- Тед Уосс — Вик Кейси
- Донован Скотт — Флетчер
- Элизабет Торо — ведьма
- Майкл Шеннон — Филип Эймс
- Нэнси Пол — Бетси Эймс
- Ник Бримбл — Уэдман
- Джон Форджэм — полковник Йоргенсен

## Съёмочная группа
- Режиссёр-постановщик: Джон Гиллермин
- Сценаристы: Дэвид Ньюман, Лоренцо Семпл мл.
- Продюсер: Пол Аратоу
- Оператор: Паскуалино Де Сантис
- Композитор: Ричард Хартли

## Производство
Продюсер Пол Аратоу замыслил создание фильма ещё в 1974 году, и ему удалось заинтересовать в этом кинокомпанию Universal Pictures. По словам Аратоу, поначалу всё казалось довольно просто — через два месяца у него уже был офис на киностудии, и Ракель Уэлч должна была стать исполнительней главной роли. Изначально Universal Pictures вложила в проект около 65 тысяч долларов, однако затем компания решила отказаться от производства фильма.
В поисках финансирования Аратоу обращался со своим проектом в ряд других кинокомпаний. В частности, Майк Медавой из United Artists согласился профинансировать новый сценарий. Компания вложила 85 тысяч долларов, и сценарий был написан Майклом Шеффом и Дэвидом Спектором. Однако когда Медавой покинул United Artists, проект вновь остался без продолжения.
В конце концов в 1980 году Фрэнк Прайс, глава производства компании Columbia Pictures, согласился профинансировать производство фильма с бюджетом в 7—10 млн долларов.
Съёмки фильма начались 21 августа 1983 года и продолжались семь месяцев в Кении со всеми возможными трудностями, присущими съёмкам на натуре. Отвечавший за работу с животными дрессировщик Хьюберт Уэллс рассказывал: «Мы переправили самолётом слона, носорога, пять львов, четыре леопарда, четыре шимпанзе, пять лошадей и шестнадцать птиц. Это была самая крупная поставка животных обратно в Африку, и раздобыть все необходимые разрешения, чтобы ввезти их в страну и вывезти обратно, было сверхчеловеческой задачей». Несмотря на сложности, Уэллс отнёсся к работе с воодушевлением и рассчитывал на продолжение фильма, которого так и не последовало.

## Номинации
1985 — Премия «Золотая малина»:
- номинация на худшую актрису — Таня Робертс
- номинация на худшего режиссёра — Джон Гиллермин
- номинация на худшую музыку к фильму — Ричард Хартли
- номинация на худший фильм — Пол Аратоу
- номинация на худший сценарий — Лоренцо Семпл мл., Дэвид Ньюман, Лесли Стивенс